# Очиваронго (аэропорт)
Аэропорт Очиваронго (ИАТА: OTJ, ИКАО: FYOW) - это аэропорт, расположенный в городе Очиваронго, находящийся в области Очосондьюпа в Намибии.
Приводной радиомаяк Очиваронго (Идентификатор: OW) находится недалеко от бывшего городского аэропорта Очиваронго (закрытого), в 3,8 километрах (2,4 мили) к юго-западу от текущего аэропорта.

## Внешние ссылки
- OurAirports — Otjiwarongo Архивная копия от 15 августа 2016 на Wayback Machine
- Otjiwarongo Airport Архивная копия от 24 января 2018 на Wayback Machine
- OpenStreetMap — Otjiwarongo Архивная копия от 21 марта 2021 на Wayback Machine